# سائویر ژوتاسی
سائویر ژوتاسی (به قزاقی: Sauyr Zhotasy) یک کوه در قزاقستان است که در مرز این کشور با چین واقع شده‌است. سائویر ژوتاسی ۳٬۸۴۰ متر بالاتر از سطح دریا واقع شده‌است.